# Bar (Polska)
Bar – lokalna, polska wersja szwedzkiego programu telewizyjnego reality show Bar. Polska wersja była emitowana na antenie Polsatu (5 pierwszych edycji w latach 2002 – 2004) i TV4 (6. edycja w 2005). Od roku 2002 do roku 2004 odbyło się pięć polskich edycji tego programu. W roku 2005 zrealizowano kolejną edycję – Bar Europa, która okazała się najmniej popularną wśród wszystkich sześciu wersji. Program powstał na licencji szwedzkiej telewizji Strix.
"Bar” polegał na pracy w jednym z lokali we Wrocławiu i zrobieniu jak największego dziennego utargu. O pozostaniu w programie decydowały zarówno osoby biorące udział w zmaganiach (głosowanie plus-minus), jak i publiczność (dzwoniąc pod specjalny numer lub wysyłając wiadomości SMS).
W pierwszych trzech edycjach programu Bar znajdował się w podziemiu domu towarowego Solpol przy ulicy Świdnickiej, w kolejnych – w pawilonie gastronomicznym Między Mostami na Kępie Mieszczańskiej (zburzony w maju 2006).
Prowadzącym we wszystkich edycjach był Krzysztof Ibisz. Program polegał na śledzeniu losów kilkunastu uczestników programu zarówno w pracy w lokalu „Bar” jak i w domku. Uczestnicy odpadali co tydzień decyzją SMS-owego głosowania widzów, siedząc na tzw. „Gorących Krzesłach” aż do finału, gdzie o tytuł zwycięzcy walczyły dwie osoby. W pierwszej edycji zwycięzca otrzymał mieszkanie na warszawskiej „Saskiej Kępie”. W drugiej, trzeciej i szóstej edycji przyznano nagrody pieniężne, w czwartej sześć sztabek czystego złota, w piątej zaś samochód marki Porsche.

## Historia
Pierwsze dwie edycje zrealizowane zostały w roku 2002 i wydawało się wtedy, że to już koniec widowiska podobnie jak wielu programów reality show, wyemitowanych wcześniej przez telewizję Polsat. Po roku „Bar” wrócił jednak na ekrany telewizorów. Trzecia edycja przyciągnęła przed telewizory o wiele większą widownię, reklamowana już wcześniej znanymi twarzami – bokserki Iwony Guzowskiej oraz kontrowersyjnej uczestniczki „Big Brothera” Agnieszki Frykowskiej. Po sukcesie trzeciej edycji Polsat wyemitował czwartą, cieszącą się jeszcze większą oglądalnością. Miała ona jednak zmienioną formułę, a znaczną część uczestników stanowili najbardziej popularni uczestnicy poprzednich edycji „Baru”, niedługo przedtem zakończonego programu „Kawaler do wzięcia”, a także TVN-owskiego „Big Brothera”. Polsat znów poszedł za ciosem i już po paru miesiącach na ekrany weszła piąta edycja programu. Oprócz nieznanych nikomu uczestników do programu zaproszone zostały też „VIP-y”, jak się okazało były to w większości dzieci znanych rodziców. Udział wzięli między innymi Agata Torzewska, Jacek Korwin-Mikke oraz bracia Cugowscy. Piąta edycja nie powtórzyła jednak sukcesu poprzednich. Mimo to po rocznej przerwie zdecydowano się na szóstą odsłonę. Reklamowana była ona hasłem „Bar Europa” i charakteryzowała się tym, że oprócz Polaków wystąpiło też ośmioro uczestników pochodzących z innych krajów europejskich – Grecji, Ukrainy, Rosji, Włoch, Litwy oraz Wielkiej Brytanii. Ta edycja osiągnęła najmniejszą oglądalność spośród dotychczasowych.

## Zasady
Grę rozpoczynało kilkanaście osób (ta liczba zmieniała się zależnie od kolejnych edycji). We wszystkich edycjach pojawiali się też nowi uczestnicy, wchodzący już podczas trwania programu, najczęściej na czyjeś miejsce. Program trwał około trzech miesięcy. Zawodnicy zatrudnieni zostawali jako obsługa w lokalu „Bar” i ciężko pracowali pod okiem surowego szefa – Jacka Kocha i menadżerów klubu- Tymoteusza Tudaja i Jacka Sajnoka. Na początku „Bar” znajdował się przy ulicy Świdnickiej we Wrocławiu w podziemiu domu towarowego „Solpol”, później zaś program przeniósł się do pawilonu gastronomicznego „Między Mostami” przy ulicy Księcia Witolda 2 (zburzony w maju 2006). Kamera towarzyszyła naszym bohaterom również poza pracą, w domku barowiczów znajdującym się w większości edycji na wrocławskich Bielanach (w drugiej edycji było to mieszkanie w centrum miasta). Widzowie codziennie śledzili ich relacje – konflikty, przyjaźnie, niekiedy nawet uczucia. Uczestnicy często dostawali też różnego typu zadania dodatkowe, organizowano im również wyjazdy do ciekawych miejsc, gdzie oczywiście także towarzyszyła im kamera. Co czwartek odbywał się program na żywo w studiu, gdzie każdy uczestnik musiał przyznać jednej osobie „plusa” i jednej „minusa” za miniony tydzień. Osoba z największą liczbą „minusów” zajmowała pierwsze gorące krzesło, a osoba z największą liczbą „plusów” musiała zadecydować kto zajmie drugie. Co sobotę, w kolejnym programie na żywo widzowie poprzez głosowanie SMS-owe decydowali która z osób siedzących na „Gorących Krzesłach” ma opuścić program. Programy na żywo były też okazją do dyskusji uczestników na różne tematy i odpowiadania na bardzo osobiste czasem pytania prowadzącego.

## Ciekawostki i statystyki
- Dwoje uczestników pierwszej edycji – Iza Kowalczyk i Grzegorz Markocki wzięli podczas trwania programu ślub. Była to pierwsza taka sytuacja w historii „Baru” na całym świecie. Związek ten nie przetrwał.
- W trzeciej edycji, podczas piątych gorących krzeseł prowadzący Krzysztof Ibisz źle odczytał wyniki głosowania telewidzów i zamiast Edyty Robocień, program opuścił Krzysztof Kusik[1].
- W Polsce odbyło się najwięcej edycji programu Bar – sześć, wyprzedzając między innymi Szwecję, która jako pierwsza realizowała u siebie program. Powstało tam pięć edycji.
- W szóstej edycji ekipa realizacyjna wraz z prowadzącym wyraźnie faworyzowała Thomasa Amosa, rozpoczynając jednocześnie tak zwaną „nagonkę” na sporą grupę przeciwnych mu uczestników programu podczas spotkań na żywo. Gospodarz programu Krzysztof Ibisz nie stronił od subiektywnych docinków, stawiał przeciwnikom Thomasa kłopotliwe pytania oraz wybierał i czytał w programie na żywo wulgarne i zaczepne opinie internautów na ich temat. Większość materiałów filmowych, wybieranych do pokazania w programie na żywo również przedstawiała stronniczy obraz sytuacji. Ta edycja była pod tym względem wyjątkiem, wcześniej bowiem ekipa realizacyjna starała się zachować obiektywizm.
- W finale szóstej edycji po ogłoszeniu wyników, oznajmiających zwycięstwo Thomasa Amosa, Anglik zerwał się z krzesła i zaczął rzucać wulgaryzmami w swoim języku na wszystkie strony, zwłaszcza w kierunku byłych uczestników programu. Takie zachowanie wzbudziło wiele kontrowersji na forum internetowym programu oraz innych poświęconych mu stronach.
- W szóstej edycji zamiast standardowej dwójki do finału weszło aż czworo uczestników.

## Polskie edycje i ich uczestnicy
Kursywą wyróżniono osoby, które dołączyły do uczestników jako nowe w trakcie programu. Kolorem różowym wyróżniono osoby, które własnowolnie opuściły program.

### I edycja –Bar I
Bar (I edycja) – pierwsza edycja popularnego reality-show Bar trwała 13 tygodni. Rozpoczęła się 2 marca, a zakończyła 1 czerwca 2002 roku. Program był w Polsce nowością i polegał na obserwacji wzajemnych relacji ludzi podczas wspólnej pracy w lokalu „Bar”, a także poza pracą w domu naszpikowanym kamerami (więcej o zasadach programu w osobnym artykule Bar). Program poprowadził Krzysztof Ibisz, a główną nagrodą było mieszkanie w Warszawie w dzielnicy Saska Kępa.
| Miejsce | Imię i nazwisko     |
| ------- | ------------------- |
| 1.      | Adrian Urban        |
| 2.      | Grzegorz Markocki   |
| 3.      | Marian Majewski     |
| 4.      | Leszek Guźniczak    |
| 5.      | Izabela Kowalczyk   |
| 6.      | Mirosław Klinowski  |
| 7.      | Paulina Jałocha     |
| 8.      | Beata Sadurska      |
| 9.      | Natalia Fechner     |
| 10.     | Monika Derdzińska   |
| 11.     | Arkadiusz Wrzalik   |
| 12.     | Roman Szewczyk      |
| 13.     | Magdalena Babiarz   |
| 14.     | Emilia Piotrowska   |
| 15.     | Małgorzata Bobowska |
| 16.     | Natasza Strzelecka  |

### Tabela eliminacyjna
| Adrian Urban        | 0:1            | 1:0            | 0:0            | 4:0            | 2:1            | 1:0                                  | 1:0                                  | 3:0                                  | 1:0                                  | 1:0                                  | 1:2                                  | 2:0                                  | Wygrana                              |                                      |                                      |                                      |                                      |                                      |                              |                              |                              |            |            |            |            |
| Grzegorz Markocki   | 1:1            | 0:2            | 1:4            | 0:0            | 2:1            | 1:4                                  | 1:2                                  | 1:0                                  | 2:0                                  | 1:0                                  | 1:0                                  | 0:2                                  | II miejsce                           |                                      |                                      |                                      |                                      |                                      |                              |                              |                              |            |            |            |            |
| Marian Majewski     | 1:1            | 0:1            | 0:0            | 4:2            | 0:1            | 0:0                                  | 0:0                                  | 0:1                                  | 0:2                                  | 1:3                                  | 1:0                                  | 1:1                                  | Eliminacja                           | Eliminacja                           | Eliminacja                           | Eliminacja                           | Eliminacja                           | Eliminacja                           | Eliminacja                   | Eliminacja                   | Eliminacja                   | Eliminacja | Eliminacja | Eliminacja | Eliminacja |
| Leszek Guźniczak    | 3:1            | 0:0            | 1:1            | 0:0            | 1:2            | 4:0                                  | 1:2                                  | 0:2                                  | 0:1                                  | 1:2                                  | 1:2                                  | Eliminacja                           | Eliminacja                           | Eliminacja                           | Eliminacja                           | Eliminacja                           | Eliminacja                           | Eliminacja                           | Eliminacja                   | Eliminacja                   | Eliminacja                   | Eliminacja | Eliminacja | Eliminacja |            |
| Izabela Kowalczyk   | 2:0            | 0:0            | 0:0            | 0:1            | 0:3            | 0:1                                  | 1:1                                  | 2:0                                  | 2:1                                  | 1:0                                  | Eliminacja                           | Eliminacja                           | Eliminacja                           | Eliminacja                           | Eliminacja                           | Eliminacja                           | Eliminacja                           | Eliminacja                           | Eliminacja                   | Eliminacja                   | Eliminacja                   | Eliminacja | Eliminacja |            |            |
| Mirosław Klinowski  | 1:0            | 3:0            | 4:1            | 1:0            | 1:0            | 2:0                                  | 1:0                                  | 2:0                                  | 1:2                                  | Eliminacja                           | Eliminacja                           | Eliminacja                           | Eliminacja                           | Eliminacja                           | Eliminacja                           | Eliminacja                           | Eliminacja                           | Eliminacja                           | Eliminacja                   | Eliminacja                   | Eliminacja                   | Eliminacja |            |            |            |
| Paulina Jałocha     | 0:0            | 4:0            | 1:0            | 0:0            | 0:2            | 1:0                                  | 2:0                                  | 0:0                                  | Eliminacja poza systemem +/-         | Eliminacja poza systemem +/-         | Eliminacja poza systemem +/-         | Eliminacja poza systemem +/-         | Eliminacja poza systemem +/-         | Eliminacja poza systemem +/-         | Eliminacja poza systemem +/-         | Eliminacja poza systemem +/-         | Eliminacja poza systemem +/-         | Eliminacja poza systemem +/-         | Eliminacja poza systemem +/- | Eliminacja poza systemem +/- | Eliminacja poza systemem +/- |            |            |            |            |
| Beata Sadurska      | Przed wejściem | Przed wejściem | Przed wejściem | Przed wejściem | Przed wejściem | Przed wejściem                       | Przed wejściem                       | 0:5                                  | Eliminacja                           | Eliminacja                           | Eliminacja                           | Eliminacja                           | Eliminacja                           | Eliminacja                           | Eliminacja                           | Eliminacja                           | Eliminacja                           | Eliminacja                           | Eliminacja                   | Eliminacja                   | Eliminacja                   |            |            |            |            |
| Monika Derdzińska   | 1:0            | 2:1            | 2:0            | 1:0            | 2:0            | 0:0                                  | 1:3                                  | Eliminacja                           | Eliminacja                           | Eliminacja                           | Eliminacja                           | Eliminacja                           | Eliminacja                           | Eliminacja                           | Eliminacja                           | Eliminacja                           | Eliminacja                           | Eliminacja                           | Eliminacja                   | Eliminacja                   |                              |            |            |            |            |
| Arkadiusz Wrzalik   | 1:0            | 0:0            | 1:2            | 1:0            | 2:0            | 0:4                                  | Eliminacja                           | Eliminacja                           | Eliminacja                           | Eliminacja                           | Eliminacja                           | Eliminacja                           | Eliminacja                           | Eliminacja                           | Eliminacja                           | Eliminacja                           | Eliminacja                           | Eliminacja                           | Eliminacja                   |                              |                              |            |            |            |            |
| Roman Szewczyk      | 0:0            | 1:1            | 0:2            | 0:2            | 0:0            | Rezygnacja przed ogłoszeniem wyników | Rezygnacja przed ogłoszeniem wyników | Rezygnacja przed ogłoszeniem wyników | Rezygnacja przed ogłoszeniem wyników | Rezygnacja przed ogłoszeniem wyników | Rezygnacja przed ogłoszeniem wyników | Rezygnacja przed ogłoszeniem wyników | Rezygnacja przed ogłoszeniem wyników | Rezygnacja przed ogłoszeniem wyników | Rezygnacja przed ogłoszeniem wyników | Rezygnacja przed ogłoszeniem wyników | Rezygnacja przed ogłoszeniem wyników | Rezygnacja przed ogłoszeniem wyników |                              |                              |                              |            |            |            |            |
| Magdalena Babiarz   | 0:1            | 1:1            | 2:1            | 0:6            | Eliminacja     | Eliminacja                           | Eliminacja                           | Eliminacja                           | Eliminacja                           | Eliminacja                           | Eliminacja                           | Eliminacja                           | Eliminacja                           | Eliminacja                           | Eliminacja                           | Eliminacja                           | Eliminacja                           |                                      |                              |                              |                              |            |            |            |            |
| Emilia Piotrowska   | 1:0            | 1:0            | 0:1            | Eliminacja     | Eliminacja     | Eliminacja                           | Eliminacja                           | Eliminacja                           | Eliminacja                           | Eliminacja                           | Eliminacja                           | Eliminacja                           | Eliminacja                           | Eliminacja                           | Eliminacja                           | Eliminacja                           |                                      |                                      |                              |                              |                              |            |            |            |            |
| Małgorzata Bobowska | 1:0            | 0:7            | Eliminacja     | Eliminacja     | Eliminacja     | Eliminacja                           | Eliminacja                           | Eliminacja                           | Eliminacja                           | Eliminacja                           | Eliminacja                           | Eliminacja                           | Eliminacja                           | Eliminacja                           | Eliminacja                           |                                      |                                      |                                      |                              |                              |                              |            |            |            |            |
| Natasza Strzelecka  | 2:8            | Eliminacja     | Eliminacja     | Eliminacja     | Eliminacja     | Eliminacja                           | Eliminacja                           | Eliminacja                           | Eliminacja                           | Eliminacja                           | Eliminacja                           | Eliminacja                           | Eliminacja                           | Eliminacja                           |                                      |                                      |                                      |                                      |                              |                              |                              |            |            |            |            |

Legenda
Po lewej stronie dwukropka podano w okienkach liczbę otrzymanych plusów, po prawej zaś minusów.
     Plusowy lider
     Remis z plusowym liderem (rozstrzygany w oddzielnym głosowaniu widzów bądź przez prowadzącego)
     Pierwsze Gorące Krzesło (największa liczba minusów)
     Drugie Gorące Krzesło (osoba wskazana przez plusowego lidera)
     Minusowy remis z osobą, która ostatecznie zajęła pierwsze Gorące Krzesło (rozstrzygany w oddzielnym głosowaniu widzów bądź przez prowadzącego)
     Remis z plusowym liderem przy jednoczesnym byciu wskazanym przez niego na drugie Gorące Krzesło
Uwagi dodatkowe
- Uczestniczka Paulina Jałocha odpadła z programu w specjalnym głosowaniu widzów, w którym rywalizowała z Adrianem Urbanem. Oboje zostali karnie posadzeni na Gorących Krzesłach za złamanie regulaminu.

### II edycja –Bar II
Bar (II edycja) – druga edycja programu reality show Bar. Program trwał 13 tygodni – rozpoczął się 14 września, a zakończył 14 grudnia 2002 roku. Cechą mającą odróżnić tę edycję od pierwszej był podział uczestników na dwie rywalizujące ze sobą grupy – Żółtych i Niebieskich. Główną nagrodą w programie było mieszkanie w centrum Warszawy, na Saskiej Kępie.
| Miejsce | Imię i nazwisko          |
| ------- | ------------------------ |
| 1.      | Eric Alira               |
| 2.      | Dobrosława Zych-Henner   |
| 3.      | Daniel Brząkała          |
| 4.      | Dorota „Doda” Rabczewska |
| 5.      | Adrian Rafalski          |
| 6.      | Marta Bodziachowska      |
| 7.      | Daria Nowak              |
| 8.      | Marcin Archacki          |
| 9.      | Paweł Janowicz           |
| 10.     | Julita Woś               |
| 11.     | Ewelina Żadziłko         |
| 12.     | Arkadiusz Lajer          |
| 13.     | Tomasz Zagól             |
| 14.     | Marta Raczkowska         |
| 15.     | Narine Torosyan          |
| 16.     | Tomasz Kurzawa           |
| 17.     | Adam „Gumiś” Miśkiewicz  |
| 18.     | Roksana Sekuła           |

### Tabela eliminacyjna
| Eric Alira          | 3:0            | 4:0            | 0:1            | 0:4            | 1:1            | 1:0            | 1:0            | 1:1            | 2:0                                  | 2:0                                  | 1:0                                  | 0:2                                  | 1:1                                  | 1:1                                  | Wygrana                              |                                      |                                      |                                      |                                      |                                      |                                      |                                      |            |            |            |            |            |            |
| Dobrosława Zych     | 0:4            | 1:4            | 0:2            | 0:3            | 1:3            | 1:2            | 1:2            | 1:2            | 1:0                                  | 2:0                                  | 1:1                                  | 0:2                                  | 1:1                                  | 2:0                                  | II miejsce                           |                                      |                                      |                                      |                                      |                                      |                                      |                                      |            |            |            |            |            |            |
| Daniel Brząkała     | Przed wejściem | Przed wejściem | Przed wejściem | Przed wejściem | Przed wejściem | Przed wejściem | Przed wejściem | Przed wejściem | Przed wejściem                       | -                                    | 0:0                                  | 2:0                                  | 1:0                                  | 0:2                                  | Eliminacja                           | Eliminacja                           | Eliminacja                           | Eliminacja                           | Eliminacja                           | Eliminacja                           | Eliminacja                           | Eliminacja                           | Eliminacja | Eliminacja | Eliminacja | Eliminacja | Eliminacja | Eliminacja |
| Dorota Rabczewska   | Przed wejściem | Przed wejściem | Przed wejściem | Przed wejściem | Przed wejściem | Przed wejściem | Przed wejściem | Przed wejściem | Przed wejściem                       | -                                    | 1:1                                  | 2:0                                  | 1:2                                  | Eliminacja                           | Eliminacja                           | Eliminacja                           | Eliminacja                           | Eliminacja                           | Eliminacja                           | Eliminacja                           | Eliminacja                           | Eliminacja                           | Eliminacja | Eliminacja | Eliminacja | Eliminacja | Eliminacja |            |
| Adrian Rafalski     | 0:0            | 2:0            | 1:1            | 1:0            | 0:1            | 2:0            | 1:0            | 1:0            | 1:2                                  | 0:2                                  | 2:0                                  | 1:1                                  | Eliminacja                           | Eliminacja                           | Eliminacja                           | Eliminacja                           | Eliminacja                           | Eliminacja                           | Eliminacja                           | Eliminacja                           | Eliminacja                           | Eliminacja                           | Eliminacja | Eliminacja | Eliminacja | Eliminacja |            |            |
| Marta Bodziachowska | 0:0            | 0:1            | 3:0            | 2:0            | 0:0            | 2:0            | 1:0            | 0:2            | 1:1                                  | 0:2                                  | 1:4                                  | Eliminacja                           | Eliminacja                           | Eliminacja                           | Eliminacja                           | Eliminacja                           | Eliminacja                           | Eliminacja                           | Eliminacja                           | Eliminacja                           | Eliminacja                           | Eliminacja                           | Eliminacja | Eliminacja | Eliminacja |            |            |            |
| Paweł Janowicz      | 2:1            | 1:0            | 0:1            | 0:1            | 2:1            | 0:3            | 1:2            | 2:0            | 0:0                                  | 1:1                                  | Eliminacja                           | Eliminacja                           | Eliminacja                           | Eliminacja                           | Eliminacja                           | Eliminacja                           | Eliminacja                           | Eliminacja                           | Eliminacja                           | Eliminacja                           | Eliminacja                           | Eliminacja                           | Eliminacja | Eliminacja |            |            |            |            |
| Julita Woś          | 2:0            | 1:0            | 2:0            | 1:1            | 2:0            | 1:1            | 1:0            | 1:0            | 1:3                                  | Eliminacja                           | Eliminacja                           | Eliminacja                           | Eliminacja                           | Eliminacja                           | Eliminacja                           | Eliminacja                           | Eliminacja                           | Eliminacja                           | Eliminacja                           | Eliminacja                           | Eliminacja                           | Eliminacja                           | Eliminacja |            |            |            |            |            |
| Ewelina Żadziłko    | 3:0            | 1:0            | 2:2            | 2:1            | 1:0            | 1:1            | 1:2            | 1:2            | Rezygnacja przed ogłoszeniem wyników | Rezygnacja przed ogłoszeniem wyników | Rezygnacja przed ogłoszeniem wyników | Rezygnacja przed ogłoszeniem wyników | Rezygnacja przed ogłoszeniem wyników | Rezygnacja przed ogłoszeniem wyników | Rezygnacja przed ogłoszeniem wyników | Rezygnacja przed ogłoszeniem wyników | Rezygnacja przed ogłoszeniem wyników | Rezygnacja przed ogłoszeniem wyników | Rezygnacja przed ogłoszeniem wyników | Rezygnacja przed ogłoszeniem wyników | Rezygnacja przed ogłoszeniem wyników | Rezygnacja przed ogłoszeniem wyników |            |            |            |            |            |            |
| Arkadiusz Lajer     | 0:2            | 0:1            | 1:1            | 1:0            | 2:1            | 1:1            | 1:2            | Eliminacja     | Eliminacja                           | Eliminacja                           | Eliminacja                           | Eliminacja                           | Eliminacja                           | Eliminacja                           | Eliminacja                           | Eliminacja                           | Eliminacja                           | Eliminacja                           | Eliminacja                           | Eliminacja                           | Eliminacja                           |                                      |            |            |            |            |            |            |
| Tomasz Zagól        | 0:0            | 0:2            | 0:0            | 1:0            | 1:1            | 0:1            | Eliminacja     | Eliminacja     | Eliminacja                           | Eliminacja                           | Eliminacja                           | Eliminacja                           | Eliminacja                           | Eliminacja                           | Eliminacja                           | Eliminacja                           | Eliminacja                           | Eliminacja                           | Eliminacja                           | Eliminacja                           |                                      |                                      |            |            |            |            |            |            |
| Marta Raczkowska    | 0:0            | 1:0            | 2:0            | 2:0            | 0:2            | Eliminacja     | Eliminacja     | Eliminacja     | Eliminacja                           | Eliminacja                           | Eliminacja                           | Eliminacja                           | Eliminacja                           | Eliminacja                           | Eliminacja                           | Eliminacja                           | Eliminacja                           | Eliminacja                           | Eliminacja                           |                                      |                                      |                                      |            |            |            |            |            |            |
| Narine Torosyan     | 0:4            | 1:3            | 1:0            | 1:1            | Eliminacja     | Eliminacja     | Eliminacja     | Eliminacja     | Eliminacja                           | Eliminacja                           | Eliminacja                           | Eliminacja                           | Eliminacja                           | Eliminacja                           | Eliminacja                           | Eliminacja                           | Eliminacja                           | Eliminacja                           |                                      |                                      |                                      |                                      |            |            |            |            |            |            |
| Tomasz Kurzawa      | 1:0            | 0:2            | 0:4            | Eliminacja     | Eliminacja     | Eliminacja     | Eliminacja     | Eliminacja     | Eliminacja                           | Eliminacja                           | Eliminacja                           | Eliminacja                           | Eliminacja                           | Eliminacja                           | Eliminacja                           | Eliminacja                           | Eliminacja                           |                                      |                                      |                                      |                                      |                                      |            |            |            |            |            |            |
| Adam Miśkiewicz     | 2:0            | 1:0            | Eliminacja     | Eliminacja     | Eliminacja     | Eliminacja     | Eliminacja     | Eliminacja     | Eliminacja                           | Eliminacja                           | Eliminacja                           | Eliminacja                           | Eliminacja                           | Eliminacja                           | Eliminacja                           | Eliminacja                           |                                      |                                      |                                      |                                      |                                      |                                      |            |            |            |            |            |            |
| Roksana Sekuła      | 0:3            | Eliminacja     | Eliminacja     | Eliminacja     | Eliminacja     | Eliminacja     | Eliminacja     | Eliminacja     | Eliminacja                           | Eliminacja                           | Eliminacja                           | Eliminacja                           | Eliminacja                           | Eliminacja                           | Eliminacja                           |                                      |                                      |                                      |                                      |                                      |                                      |                                      |            |            |            |            |            |            |

Legenda
Po lewej stronie dwukropka podano w okienkach liczbę otrzymanych plusów, po prawej, minusów.
     Plusowy lider
     Remis z plusowym liderem (rozstrzygany w oddzielnym głosowaniu widzów bądź przez prowadzącego)
     Największa liczba plusów w grupie ocalonej przez widzów od eliminacji
     Pierwsze Gorące Krzesło (największa liczba minusów)
     Drugie Gorące Krzesło (osoba wskazana przez plusowego lidera)
     Minusowy remis z osobą, która ostatecznie zajęła pierwsze Gorące Krzesło (rozstrzygany w oddzielnym głosowaniu widzów bądź przez prowadzącego)
     Największa liczba minusów w grupie ocalonej przez widzów od eliminacji
     Remis z plusowym liderem przy jednoczesnym byciu wskazanym przez niego na drugie Gorące Krzesło
     Remis z osobą mającą największą liczba minusów, która usiadła na pierwszym Gorącym Krześle i jednocześnie bycie wskazanym przez plusowego lidera na drugie
Uwagi dodatkowe
- Przez osiem pierwszych tygodni uczestnicy podzieleni byli na dwie grupy. Każdy mógł przyznawać plusy i minusy jedynie w obrębie swojej grupy. Następnie widzowie wybierali tę, która usiądzie na Gorących Krzesłach.
- Uczestnicy Daria Nowak i Marcin Archacki odpadli w głosowaniach specjalnych zanim zdążyli wziąć udział w choć jednym spotkaniu plus-minus.
- Podczas dziesiątego spotkania plus-minus, Dorota Rabczewska i Daniel Brząkała byli zwolnieni z głosowania ze względu na zbyt krótki okres pobytu w programie.

### III edycja –Bar III: Bez Granic
Bar III: Bez Granic – trzecia edycja programu reality show Bar. Program trwał 14 tygodni – rozpoczął się 13 września, a zakończył 20 grudnia 2003 roku. Uczestnicy podzieleni byli na dwie rywalizujące ze sobą grupy – Żółtych i Czerwonych. Główną nagrodą w programie była „pensja na całe życie”. W finałowym odcinku okazało się, że zwycięzca ma do wyboru – wziąć 300 tysięcy złotych w walizce lub otrzymywać dożywotnią pensję od produkcji programu, której łączna suma będzie równa 300 tysiącom. Zwycięzca, Maciej Kiślewski wybrał pierwszy wariant.
| Miejsce | Uczestnik                    |
| ------- | ---------------------------- |
| 1.      | Maciej Kiślewski             |
| 2.      | Damian Zegarski              |
| 3.      | Magdalena Dudek              |
| 4.      | Agnieszka „Frytka” Frykowska |
| 5.      | Romuald „Aldek” Margol       |
| 6.      | Julia Somińska               |
| 7.      | Magdalena Siemiński          |
| 8.      | Magdalena Modra              |
| 9.      | Leszek Fedorowicz            |
| 10.     | Iwona Szałkowska             |
| 11.     | Weronika Owusu               |
| 12.     | Agnieszka Tomala             |
| 13.     | Marco Messina                |
| 14.     | Edyta Robocień               |
| 15.     | Tadeusz Płatek               |
| 16.     | Iwona Guzowska               |
| 17.     | Tingting Liu                 |
| 18.     | Krzysztof Kusik              |
| 19.     | Paweł Naruszewicz            |
| 20.     | Amanda Gibas                 |
| 21.     | Adrian Rafalski              |
| 22.     | Iwona Fijałkowska            |
| 23.     | Rafał Majewski               |
| 24.     | Krzysztof Zaręba             |

### Tabela eliminacyjna
| Maciej Kiślewski    | 1:0            | 2:1                                | 1:2                                | 2:0                                | 1:1                                | 1:0                                | 1:1                                | 4:0                                | 2:0                                | 1:1                                | 3:0                                | 0:0                                | 1:0                                | 1:0                                | Wygrana                            |                              |                              |                              |                              |                              |                              |                              |                              |                              |                              |                              |                              |                              |
| Damian Zegarski     | 2:1            | 0:1                                | 0:1                                | 0:3                                | 0:4                                | 0:3                                | 1:0                                | 1:4                                | 0:3                                | 1:1                                | 3:0                                | 2:0                                | 1:2                                | 1:0                                | II miejsce                         |                              |                              |                              |                              |                              |                              |                              |                              |                              |                              |                              |                              |                              |
| Magdalena Dudek     | Przed wejściem | Przed wejściem                     | Przed wejściem                     | Przed wejściem                     | Przed wejściem                     | Przed wejściem                     | Przed wejściem                     | Przed wejściem                     | Przed wejściem                     | Przed wejściem                     | Przed wejściem                     | Przed wejściem                     | -                                  | 1:2                                | Eliminacja poza systemem +/-       | Eliminacja poza systemem +/- | Eliminacja poza systemem +/- | Eliminacja poza systemem +/- | Eliminacja poza systemem +/- | Eliminacja poza systemem +/- | Eliminacja poza systemem +/- | Eliminacja poza systemem +/- | Eliminacja poza systemem +/- | Eliminacja poza systemem +/- | Eliminacja poza systemem +/- | Eliminacja poza systemem +/- | Eliminacja poza systemem +/- | Eliminacja poza systemem +/- |
| Agnieszka Frykowska | 0:1            | 1:0                                | 3:1                                | 2:1                                | 3:0                                | 3:0                                | 1:0                                | 3:0                                | 1:1                                | 2:1                                | 0:2                                | 1:2                                | 2:0                                | 1:2                                | Eliminacja                         | Eliminacja                   | Eliminacja                   | Eliminacja                   | Eliminacja                   | Eliminacja                   | Eliminacja                   | Eliminacja                   | Eliminacja                   | Eliminacja                   | Eliminacja                   | Eliminacja                   | Eliminacja                   | Eliminacja                   |
| Aldek Margol        | Przed wejściem | Przed wejściem                     | Przed wejściem                     | Przed wejściem                     | Przed wejściem                     | Przed wejściem                     | -                                  | 1:2                                | 1:1                                | 1:3                                | 0:3                                | 1:0                                | 0:2                                | Eliminacja                         | Eliminacja                         | Eliminacja                   | Eliminacja                   | Eliminacja                   | Eliminacja                   | Eliminacja                   | Eliminacja                   | Eliminacja                   | Eliminacja                   | Eliminacja                   | Eliminacja                   | Eliminacja                   | Eliminacja                   |                              |
| Magdalena Siemiński | Przed wejściem | Przed wejściem                     | Przed wejściem                     | Przed wejściem                     | Przed wejściem                     | Przed wejściem                     | Przed wejściem                     | Przed wejściem                     | -                                  | -                                  | 1:1                                | 1:3                                | Eliminacja                         | Eliminacja                         | Eliminacja                         | Eliminacja                   | Eliminacja                   | Eliminacja                   | Eliminacja                   | Eliminacja                   | Eliminacja                   | Eliminacja                   | Eliminacja                   | Eliminacja                   | Eliminacja                   | Eliminacja                   |                              |                              |
| Magdalena Modra     | Przed wejściem | Przed wejściem                     | Przed wejściem                     | -                                  | 1:0                                | 3:0                                | 0:3                                | 2:3                                | 2:0                                | 1:0                                | 0:0                                | Rezygnacja                         | Rezygnacja                         | Rezygnacja                         | Rezygnacja                         | Rezygnacja                   | Rezygnacja                   | Rezygnacja                   | Rezygnacja                   | Rezygnacja                   | Rezygnacja                   | Rezygnacja                   | Rezygnacja                   | Rezygnacja                   | Rezygnacja                   |                              |                              |                              |
| Leszek Fedorowicz   | 0:3            | 1:2                                | 1:2                                | 2:0                                | 1:1                                | 0:3                                | 2:1                                | 2:3                                | 0:1                                | 0:0                                | 0:1                                | Eliminacja                         | Eliminacja                         | Eliminacja                         | Eliminacja                         | Eliminacja                   | Eliminacja                   | Eliminacja                   | Eliminacja                   | Eliminacja                   | Eliminacja                   | Eliminacja                   | Eliminacja                   | Eliminacja                   | Eliminacja                   |                              |                              |                              |
| Iwona Szałkowska    | Przed wejściem | Przed wejściem                     | Przed wejściem                     | Przed wejściem                     | Przed wejściem                     | Przed wejściem                     | Przed wejściem                     | Przed wejściem                     | -                                  | -                                  | Eliminacja                         | Eliminacja                         | Eliminacja                         | Eliminacja                         | Eliminacja                         | Eliminacja                   | Eliminacja                   | Eliminacja                   | Eliminacja                   | Eliminacja                   | Eliminacja                   | Eliminacja                   | Eliminacja                   | Eliminacja                   |                              |                              |                              |                              |
| Weronika Owusu      | Przed wejściem | Przed wejściem                     | Przed wejściem                     | Przed wejściem                     | Przed wejściem                     | Przed wejściem                     | Przed wejściem                     | Przed wejściem                     | -                                  | Eliminacja                         | Eliminacja                         | Eliminacja                         | Eliminacja                         | Eliminacja                         | Eliminacja                         | Eliminacja                   | Eliminacja                   | Eliminacja                   | Eliminacja                   | Eliminacja                   | Eliminacja                   | Eliminacja                   | Eliminacja                   |                              |                              |                              |                              |                              |
| Agnieszka Tomala    | 2:0            | 1:1                                | 1:2                                | 0:2                                | 1:2                                | 0:1                                | 0:1                                | 1:2                                | Eliminacja                         | Eliminacja                         | Eliminacja                         | Eliminacja                         | Eliminacja                         | Eliminacja                         | Eliminacja                         | Eliminacja                   | Eliminacja                   | Eliminacja                   | Eliminacja                   | Eliminacja                   | Eliminacja                   | Eliminacja                   |                              |                              |                              |                              |                              |                              |
| Edyta Robocień      | 1:2            | 1:1                                | 0:0                                | 0:1                                | 0:2                                | 1:0                                | 1:2                                | Eliminacja                         | Eliminacja                         | Eliminacja                         | Eliminacja                         | Eliminacja                         | Eliminacja                         | Eliminacja                         | Eliminacja                         | Eliminacja                   | Eliminacja                   | Eliminacja                   | Eliminacja                   | Eliminacja                   | Eliminacja                   |                              |                              |                              |                              |                              |                              |                              |
| Iwona Guzowska      | 2:0            | 2:0                                | 2:0                                | 0:2                                | 3:0                                | -                                  | 2:0                                | Rezygnacja                         | Rezygnacja                         | Rezygnacja                         | Rezygnacja                         | Rezygnacja                         | Rezygnacja                         | Rezygnacja                         | Rezygnacja                         | Rezygnacja                   | Rezygnacja                   | Rezygnacja                   | Rezygnacja                   | Rezygnacja                   | Rezygnacja                   |                              |                              |                              |                              |                              |                              |                              |
| Tingting Liu        | 1:0            | 1:0                                | 0:1                                | 3:0                                | 0:0                                | 0:1                                | Eliminacja                         | Eliminacja                         | Eliminacja                         | Eliminacja                         | Eliminacja                         | Eliminacja                         | Eliminacja                         | Eliminacja                         | Eliminacja                         | Eliminacja                   | Eliminacja                   | Eliminacja                   | Eliminacja                   | Eliminacja                   |                              |                              |                              |                              |                              |                              |                              |                              |
| Krzysztof Kusik     | 2:0            | 1:1                                | 0:0                                | 1:1                                | 0:0                                | Eliminacja                         | Eliminacja                         | Eliminacja                         | Eliminacja                         | Eliminacja                         | Eliminacja                         | Eliminacja                         | Eliminacja                         | Eliminacja                         | Eliminacja                         | Eliminacja                   | Eliminacja                   | Eliminacja                   | Eliminacja                   |                              |                              |                              |                              |                              |                              |                              |                              |                              |
| Paweł Naruszewicz   | 0:1            | 0:1                                | 2:2                                | 0:0                                | Eliminacja                         | Eliminacja                         | Eliminacja                         | Eliminacja                         | Eliminacja                         | Eliminacja                         | Eliminacja                         | Eliminacja                         | Eliminacja                         | Eliminacja                         | Eliminacja                         | Eliminacja                   | Eliminacja                   | Eliminacja                   |                              |                              |                              |                              |                              |                              |                              |                              |                              |                              |
| Amanda Gibas        | 1:1            | 1:1                                | 1:0                                | Eliminacja                         | Eliminacja                         | Eliminacja                         | Eliminacja                         | Eliminacja                         | Eliminacja                         | Eliminacja                         | Eliminacja                         | Eliminacja                         | Eliminacja                         | Eliminacja                         | Eliminacja                         | Eliminacja                   | Eliminacja                   |                              |                              |                              |                              |                              |                              |                              |                              |                              |                              |                              |
| Iwona Fijałkowska   | 0:4            | 1:3                                | Eliminacja                         | Eliminacja                         | Eliminacja                         | Eliminacja                         | Eliminacja                         | Eliminacja                         | Eliminacja                         | Eliminacja                         | Eliminacja                         | Eliminacja                         | Eliminacja                         | Eliminacja                         | Eliminacja                         | Eliminacja                   |                              |                              |                              |                              |                              |                              |                              |                              |                              |                              |                              |                              |
| Rafał Majewski      | 2:0            | Eliminacja w głosowaniu specjalnym | Eliminacja w głosowaniu specjalnym | Eliminacja w głosowaniu specjalnym | Eliminacja w głosowaniu specjalnym | Eliminacja w głosowaniu specjalnym | Eliminacja w głosowaniu specjalnym | Eliminacja w głosowaniu specjalnym | Eliminacja w głosowaniu specjalnym | Eliminacja w głosowaniu specjalnym | Eliminacja w głosowaniu specjalnym | Eliminacja w głosowaniu specjalnym | Eliminacja w głosowaniu specjalnym | Eliminacja w głosowaniu specjalnym | Eliminacja w głosowaniu specjalnym |                              |                              |                              |                              |                              |                              |                              |                              |                              |                              |                              |                              |                              |
| Krzysztof Zaręba    | 0:1            | Eliminacja                         | Eliminacja                         | Eliminacja                         | Eliminacja                         | Eliminacja                         | Eliminacja                         | Eliminacja                         | Eliminacja                         | Eliminacja                         | Eliminacja                         | Eliminacja                         | Eliminacja                         | Eliminacja                         | Eliminacja                         |                              |                              |                              |                              |                              |                              |                              |                              |                              |                              |                              |                              |                              |

Legenda
Po lewej stronie dwukropka podano w okienkach liczbę otrzymanych plusów, po prawej, minusów.
     Plusowy lider
     Remis z plusowym liderem (rozstrzygany w oddzielnym głosowaniu widzów bądź przez prowadzącego)
     Największa liczba plusów w grupie ocalonej przez widzów od eliminacji
     Pierwsze Gorące Krzesło (największa liczba minusów)
     Drugie Gorące Krzesło (osoba wskazana przez plusowego lidera)
     Minusowy remis z osobą, która ostatecznie zajęła pierwsze Gorące Krzesło (rozstrzygany w oddzielnym głosowaniu widzów bądź przez prowadzącego)
     Największa liczba minusów w grupie ocalonej przez widzów od eliminacji
     Remis z osobą mającą największą liczba minusów, która usiadła na pierwszym Gorącym Krześle i jednocześnie bycie wskazanym przez plusowego lidera na drugie
Uwagi dodatkowe:
- Uczestnicy Julia Somińska, Marco Messina oraz Tadeusz Płatek odpadli w głosowaniach specjalnych zanim jeszcze zdążyli wziąć udział w choćby jednym spotkaniu plus-minus.
- Uczestnik Adrian Rafalski został karnie wyeliminowany zanim jeszcze zdążył wziąć udział w choć jednym spotkaniu plus-minus.
- Uczestniczka Magdalena Dudek została wyeliminowana w specjalnym głosowaniu półfinałowym, pod które poddana została wraz z Maciejem Kiślewskim i Damianem Zegarskim.
- Uczestnik Rafał Majewski za złamanie regulaminu został karnie poddany głosowaniu specjalnemu, w którym widzowie mieli zadecydować, czy powinien on zostać w programie. Decyzją widzów, opuścił Bar.
- Immunitety od głosowania (nie można było na nich głosować, ani sami nie oddawali głosu) otrzymali w tej edycji: Iwona Guzowska w głosowaniu 6 ze względu na przygotowania do walki bokserskiej transmitowanej na żywo przez Polsat oraz Magdalena Modra w 4, Aldek Margol w 7, a Magdalena Dudek w 12 głosowaniu ze względu na zbyt krótki okres pobytu w programie.
- Uczestniczki Magdalena Siemiński, Iwona Szałkowska i Weronika Owusu weszły do programu na specjalnych zasadach. Zamiast organizować specjalne głosowania widzów w celu decyzji, która z nowych uczestniczek zostanie w programie, postanowiono zwolnić je z pierwszych dwóch głosowań, a plusowemu liderowi nakazać wybór jednej z nich na drugie Gorące Krzesło. Tym sposobem z programu odpadły kolejno Weronika i Iwona, a Magdalena została w programie jako pełnoprawna uczestniczka.
- Głosowanie w tygodniu 8 miało wyjątkowy charakter. Uczestnicy dalej podzieleni byli jeszcze na grupy, jednak każdy musiał przyznać jednego plusa i jednego minusa w obrębie swojej drużyny oraz jeden komplet znaków w drużynie przeciwnej.

### IV edycja –Bar IV: Złoto Dla Zuchwałych
Bar IV: Złoto Dla Zuchwałych – czwarta edycja programu reality show – Bar. Program trwał 15 tygodni – rozpoczął się 28 lutego, a zakończył 12 czerwca 2004 roku. Emitowany był przez stację Polsat. Charakterystyczną cechą czwartej edycji, odróżniającą ją od poprzednich było to, że oprócz uczestników wyłonionych w castingu, wzięli w niej udział również gwiazdy polskich edycji Big Brothera oraz wcześniejszych trzech edycji Baru. Grupa ta składała się z czternastu osób i nazwana została „All Stars”. Co tydzień dwoje „All Starsów” wchodziło do „Baru” na siedem dni i zamieszkiwało z uczestnikami. Widzowie mieli przez ten czas wybrać jedną z nich, która potem, w połowie programu wejdzie do „Baru” na stałe. Wynik ogłaszany był w piątkowych programach na żywo. Wtedy też odbywało się wejście kolejnej pary All Stars.
| Miejsce | Imię i nazwisko                          |
| ------- | ---------------------------------------- |
| 1.      | Mirosława Eichler                        |
| 2.      | Arkadiusz Nowakowski (All Stars)         |
| 3.      | Piotr „Gulczas” Gulczyński (All Stars)   |
| 4.      | Ramona Snarska                           |
| 5.      | Magdalena Modra (All Stars)              |
| 6.      | Klaudiusz Ševković (All Stars)           |
| 7.      | Joanna Michalik                          |
| 8.      | Fatima Wojcieszenko                      |
| 9.      | Karol Krukowski                          |
| 10.     | Piotr Targowski                          |
| 11.     | Oleg Astakhov                            |
| 12.     | Robert Kornalewicz                       |
| 13.     | Dorota „Doda” Rabczewska (All Stars)     |
| 14.     | Sebastian Starosta                       |
| 15.     | Agnieszka „Frytka” Frykowska (All Stars) |
| 16.     | Leszek Fedorowicz (All Stars)            |
| 17.     | Anna Przędzak                            |
| 18.     | Romuald „Aldek” Margol (All Stars)       |
| 19.     | Damian Das Zegarski (All Stars)          |
| 20.     | Eliza Chojnacka                          |
| 21.     | Beata Bernacka                           |
| 22.     | Wioletta Uliasz                          |
| 23.     | Iwona Fijałkowska (All Stars)            |
| 24.     | Magdalena Witkowska                      |
| 25.     | Karolina Jakubik (All Stars)             |
| 26.     | Mounir Hassine                           |
| 27.     | Marta Bodziachowska (All Stars)          |
| 28.     | Adrian Tomala                            |
| 29.     | Agnieszka Koziołek (All Stars)           |
| 30.     | Izabella Grodecka                        |
| 31.     | Dobrosława Zych-Henner (All Stars)       |
| 32.     | Maja Kotarska                            |
| 33.     | Eric Alira (All Stars)                   |
| 34.     | Bernadetta Przybylska                    |

### Tabela eliminacyjna
| Mirosława Eichler     | Przed wejściem | Przed wejściem | Przed wejściem | Przed wejściem | Przed wejściem | Przed wejściem | Przed wejściem | Przed wejściem | Przed wejściem | Przed wejściem | Przed wejściem | -          | 1:2        | 2:0                          | Wygrana                      |                              |                              |                              |                              |                              |                              |                              |                              |                              |                              |                              |                              |                              |
| Arkadiusz Nowakowski  | Przed wejściem | Przed wejściem | Przed wejściem | Przed wejściem | Przed wejściem | Przed wejściem | Przed wejściem | Przed wejściem | Przed wejściem | Przed wejściem | 2:0            | 1:0        | 1:1        | 0:0                          | II miejsce                   |                              |                              |                              |                              |                              |                              |                              |                              |                              |                              |                              |                              |                              |
| Piotr Gulczyński      | Przed wejściem | Przed wejściem | Przed wejściem | Przed wejściem | Przed wejściem | Przed wejściem | Przed wejściem | Przed wejściem | 0:1            | 1:1            | 1:0            | 0:0        | 2:0        | 1:2                          | Eliminacja poza systemem +/- | Eliminacja poza systemem +/- | Eliminacja poza systemem +/- | Eliminacja poza systemem +/- | Eliminacja poza systemem +/- | Eliminacja poza systemem +/- | Eliminacja poza systemem +/- | Eliminacja poza systemem +/- | Eliminacja poza systemem +/- | Eliminacja poza systemem +/- | Eliminacja poza systemem +/- | Eliminacja poza systemem +/- | Eliminacja poza systemem +/- | Eliminacja poza systemem +/- |
| Ramona Snarska        | 1:0            | 0:0            | 1:1            | 1:0            | 1:0            | 0:0            | 3:1            | 1:1            | 2:3            | 2:0            | 1:1            | 1:3        | 0:4        | 0:3                          | Eliminacja poza systemem +/- | Eliminacja poza systemem +/- | Eliminacja poza systemem +/- | Eliminacja poza systemem +/- | Eliminacja poza systemem +/- | Eliminacja poza systemem +/- | Eliminacja poza systemem +/- | Eliminacja poza systemem +/- | Eliminacja poza systemem +/- | Eliminacja poza systemem +/- | Eliminacja poza systemem +/- | Eliminacja poza systemem +/- | Eliminacja poza systemem +/- | Eliminacja poza systemem +/- |
| Magdalena Modra       | Przed wejściem | Przed wejściem | Przed wejściem | Przed wejściem | Przed wejściem | Przed wejściem | Przed wejściem | Przed wejściem | Przed wejściem | Przed wejściem | Przed wejściem | -          | 0:0        | 1:0                          | Eliminacja poza systemem +/- | Eliminacja poza systemem +/- | Eliminacja poza systemem +/- | Eliminacja poza systemem +/- | Eliminacja poza systemem +/- | Eliminacja poza systemem +/- | Eliminacja poza systemem +/- | Eliminacja poza systemem +/- | Eliminacja poza systemem +/- | Eliminacja poza systemem +/- | Eliminacja poza systemem +/- | Eliminacja poza systemem +/- | Eliminacja poza systemem +/- | Eliminacja poza systemem +/- |
| Klaudiusz Ševković    | Przed wejściem | Przed wejściem | Przed wejściem | Przed wejściem | Przed wejściem | Przed wejściem | Przed wejściem | Przed wejściem | 1:0            | 3:0            | 1:1            | 1:0        | 0:0        | 2:1                          | Eliminacja                   | Eliminacja                   | Eliminacja                   | Eliminacja                   | Eliminacja                   | Eliminacja                   | Eliminacja                   | Eliminacja                   | Eliminacja                   | Eliminacja                   | Eliminacja                   | Eliminacja                   | Eliminacja                   | Eliminacja                   |
| Joanna Michalik       | Przed wejściem | Przed wejściem | Przed wejściem | Przed wejściem | Przed wejściem | Przed wejściem | Przed wejściem | -              | 0:0            | 2:1            | 1:0            | 1:1        | 1:0        | Eliminacja poza systemem +/- | Eliminacja poza systemem +/- | Eliminacja poza systemem +/- | Eliminacja poza systemem +/- | Eliminacja poza systemem +/- | Eliminacja poza systemem +/- | Eliminacja poza systemem +/- | Eliminacja poza systemem +/- | Eliminacja poza systemem +/- | Eliminacja poza systemem +/- | Eliminacja poza systemem +/- | Eliminacja poza systemem +/- | Eliminacja poza systemem +/- | Eliminacja poza systemem +/- |                              |
| Karol Krukowski       | 1:2            | 2:2            | 2:2            | 1:1            | 3:1            | 1:4            | 1:1            | Eliminacja     | Eliminacja     | Eliminacja     | 1:2            | 2:1        | 2:2        | Eliminacja poza systemem +/- | Eliminacja poza systemem +/- | Eliminacja poza systemem +/- | Eliminacja poza systemem +/- | Eliminacja poza systemem +/- | Eliminacja poza systemem +/- | Eliminacja poza systemem +/- | Eliminacja poza systemem +/- | Eliminacja poza systemem +/- | Eliminacja poza systemem +/- | Eliminacja poza systemem +/- | Eliminacja poza systemem +/- | Eliminacja poza systemem +/- | Eliminacja poza systemem +/- |                              |
| Fatima Wojcieszenko   | Przed wejściem | Przed wejściem | Przed wejściem | Przed wejściem | Przed wejściem | Przed wejściem | Przed wejściem | Przed wejściem | Przed wejściem | Przed wejściem | Przed wejściem | -          | 1:1        | Eliminacja poza systemem +/- | Eliminacja poza systemem +/- | Eliminacja poza systemem +/- | Eliminacja poza systemem +/- | Eliminacja poza systemem +/- | Eliminacja poza systemem +/- | Eliminacja poza systemem +/- | Eliminacja poza systemem +/- | Eliminacja poza systemem +/- | Eliminacja poza systemem +/- | Eliminacja poza systemem +/- | Eliminacja poza systemem +/- | Eliminacja poza systemem +/- | Eliminacja poza systemem +/- |                              |
| Piotr Targowski       | 0:1            | 1:0            | 1:0            | 0:0            | 2:1            | 0:0            | 2:1            | 2:1            | 0:0            | 2:1            | 2:0            | 1:0        | 2:0        | Eliminacja                   | Eliminacja                   | Eliminacja                   | Eliminacja                   | Eliminacja                   | Eliminacja                   | Eliminacja                   | Eliminacja                   | Eliminacja                   | Eliminacja                   | Eliminacja                   | Eliminacja                   | Eliminacja                   | Eliminacja                   |                              |
| Oleg Astakhov         | 2:0            | 1:0            | 0:1            | 0:0            | 1:0            | 3:0            | 1:0            | 2:0            | 1:1            | 1:2            | 1:0            | 1:3        | Eliminacja | Eliminacja                   | Eliminacja                   | Eliminacja                   | Eliminacja                   | Eliminacja                   | Eliminacja                   | Eliminacja                   | Eliminacja                   | Eliminacja                   | Eliminacja                   | Eliminacja                   | Eliminacja                   | Eliminacja                   |                              |                              |
| Robert Kornalewicz    | 2:0            | 4:0            | 1:1            | 1:1            | 2:0            | 3:0            | 2:0            | 0:2            | 1:1            | 0:1            | 1:1            | Eliminacja | Eliminacja | Eliminacja                   | Eliminacja                   | Eliminacja                   | Eliminacja                   | Eliminacja                   | Eliminacja                   | Eliminacja                   | Eliminacja                   | Eliminacja                   | Eliminacja                   | Eliminacja                   | Eliminacja                   |                              |                              |                              |
| Dorota Rabczewska     | Przed wejściem | Przed wejściem | Przed wejściem | Przed wejściem | Przed wejściem | Przed wejściem | Przed wejściem | Przed wejściem | 1:0            | 1:3            | 0:3            | Rezygnacja | Rezygnacja | Rezygnacja                   | Rezygnacja                   | Rezygnacja                   | Rezygnacja                   | Rezygnacja                   | Rezygnacja                   | Rezygnacja                   | Rezygnacja                   | Rezygnacja                   | Rezygnacja                   | Rezygnacja                   | Rezygnacja                   |                              |                              |                              |
| Sebastian Starosta    | 1:0            | 0:1            | 1:1            | 0:7            | 0:4            | 1:3            | 0:3            | 1:1            | 1:0            | 0:1            | 0:3            | Eliminacja | Eliminacja | Eliminacja                   | Eliminacja                   | Eliminacja                   | Eliminacja                   | Eliminacja                   | Eliminacja                   | Eliminacja                   | Eliminacja                   | Eliminacja                   | Eliminacja                   | Eliminacja                   | Eliminacja                   |                              |                              |                              |
| Agnieszka Frykowska   | Przed wejściem | Przed wejściem | Przed wejściem | Przed wejściem | Przed wejściem | Przed wejściem | Przed wejściem | Przed wejściem | 2:1            | 0:0            | Eliminacja     | Eliminacja | Eliminacja | Eliminacja                   | Eliminacja                   | Eliminacja                   | Eliminacja                   | Eliminacja                   | Eliminacja                   | Eliminacja                   | Eliminacja                   | Eliminacja                   | Eliminacja                   | Eliminacja                   |                              |                              |                              |                              |
| Leszek Fedorowicz     | Przed wejściem | Przed wejściem | Przed wejściem | Przed wejściem | Przed wejściem | Przed wejściem | Przed wejściem | Przed wejściem | 3:0            | 0:1            | Rezygnacja     | Rezygnacja | Rezygnacja | Rezygnacja                   | Rezygnacja                   | Rezygnacja                   | Rezygnacja                   | Rezygnacja                   | Rezygnacja                   | Rezygnacja                   | Rezygnacja                   | Rezygnacja                   | Rezygnacja                   | Rezygnacja                   |                              |                              |                              |                              |
| Anna Przędzak         | 1:0            | 1:0            | 2:0            | 2:0            | 0:0            | 1:0            | 0:3            | 1:0            | 2:2            | 0:1            | Eliminacja     | Eliminacja | Eliminacja | Eliminacja                   | Eliminacja                   | Eliminacja                   | Eliminacja                   | Eliminacja                   | Eliminacja                   | Eliminacja                   | Eliminacja                   | Eliminacja                   | Eliminacja                   | Eliminacja                   |                              |                              |                              |                              |
| Aldek Margol          | Przed wejściem | Przed wejściem | Przed wejściem | Przed wejściem | Przed wejściem | Przed wejściem | Przed wejściem | Przed wejściem | 0:0            | Eliminacja     | Eliminacja     | Eliminacja | Eliminacja | Eliminacja                   | Eliminacja                   | Eliminacja                   | Eliminacja                   | Eliminacja                   | Eliminacja                   | Eliminacja                   | Eliminacja                   | Eliminacja                   | Eliminacja                   |                              |                              |                              |                              |                              |
| Damian Zegarski       | Przed wejściem | Przed wejściem | Przed wejściem | Przed wejściem | Przed wejściem | Przed wejściem | Przed wejściem | Przed wejściem | 0:5            | Eliminacja     | Eliminacja     | Eliminacja | Eliminacja | Eliminacja                   | Eliminacja                   | Eliminacja                   | Eliminacja                   | Eliminacja                   | Eliminacja                   | Eliminacja                   | Eliminacja                   | Eliminacja                   | Eliminacja                   |                              |                              |                              |                              |                              |
| Wioletta Uliasz       | 1:0            | 4:0            | 1:0            | 1:0            | 0:1            | 1:0            | 1:1            | 1:3            | Eliminacja     | Eliminacja     | Eliminacja     | Eliminacja | Eliminacja | Eliminacja                   | Eliminacja                   | Eliminacja                   | Eliminacja                   | Eliminacja                   | Eliminacja                   | Eliminacja                   | Eliminacja                   | Eliminacja                   |                              |                              |                              |                              |                              |                              |
| Magdalena Witkowska   | 1:0            | 0:0            | 1:2            | 1:0            | 3:1            | 1:4            | Eliminacja     | Eliminacja     | Eliminacja     | Eliminacja     | Eliminacja     | Eliminacja | Eliminacja | Eliminacja                   | Eliminacja                   | Eliminacja                   | Eliminacja                   | Eliminacja                   | Eliminacja                   | Eliminacja                   |                              |                              |                              |                              |                              |                              |                              |                              |
| Mounir Hassine        | 0:2            | 0:0            | 1:0            | 4:1            | 0:4            | Eliminacja     | Eliminacja     | Eliminacja     | Eliminacja     | Eliminacja     | Eliminacja     | Eliminacja | Eliminacja | Eliminacja                   | Eliminacja                   | Eliminacja                   | Eliminacja                   | Eliminacja                   | Eliminacja                   |                              |                              |                              |                              |                              |                              |                              |                              |                              |
| Adrian Tomala         | 1:1            | 1:1            | 0:3            | 2:3            | Eliminacja     | Eliminacja     | Eliminacja     | Eliminacja     | Eliminacja     | Eliminacja     | Eliminacja     | Eliminacja | Eliminacja | Eliminacja                   | Eliminacja                   | Eliminacja                   | Eliminacja                   | Eliminacja                   |                              |                              |                              |                              |                              |                              |                              |                              |                              |                              |
| Izabella Grodecka     | 3:3            | 1:5            | 2:3            | Eliminacja     | Eliminacja     | Eliminacja     | Eliminacja     | Eliminacja     | Eliminacja     | Eliminacja     | Eliminacja     | Eliminacja | Eliminacja | Eliminacja                   | Eliminacja                   | Eliminacja                   | Eliminacja                   |                              |                              |                              |                              |                              |                              |                              |                              |                              |                              |                              |
| Maja Kotarska         | 0:2            | 0:6            | Eliminacja     | Eliminacja     | Eliminacja     | Eliminacja     | Eliminacja     | Eliminacja     | Eliminacja     | Eliminacja     | Eliminacja     | Eliminacja | Eliminacja | Eliminacja                   | Eliminacja                   | Eliminacja                   |                              |                              |                              |                              |                              |                              |                              |                              |                              |                              |                              |                              |
| Bernadetta Przybylska | 0:3            | Eliminacja     | Eliminacja     | Eliminacja     | Eliminacja     | Eliminacja     | Eliminacja     | Eliminacja     | Eliminacja     | Eliminacja     | Eliminacja     | Eliminacja | Eliminacja | Eliminacja                   | Eliminacja                   |                              |                              |                              |                              |                              |                              |                              |                              |                              |                              |                              |                              |                              |

Legenda
Po lewej stronie dwukropka podano w okienkach liczbę otrzymanych plusów, po prawej, minusów.
     Plusowy lider
     Remis z plusowym liderem (rozstrzygany w oddzielnym głosowaniu widzów bądź przez prowadzącego)
     Pierwsze Gorące Krzesło (największa liczba minusów)
     Drugie Gorące Krzesło (osoba wskazana przez plusowego lidera)
     Minusowy remis z osobą, która ostatecznie zajęła pierwsze Gorące Krzesło (rozstrzygany w oddzielnym głosowaniu widzów bądź przez prowadzącego)
     Remis z plusowym liderem przy jednoczesnym byciu wskazanym przez niego na drugie Gorące Krzesło
     Remis z osobą mającą największą liczbę minusów, która usiadła na pierwszym Gorącym Krześle i jednocześnie bycie wskazanym przez plusowego lidera na drugie
Uwagi dodatkowe:
- Uczestnicy: Eric Alira, Dobrosława Zych-Henner, Agnieszka Koziołek, Marta Bodziachowska, Karolina Jakubik oraz Iwona Fijałkowska odpadli w głosowaniach specjalnych, w których przegrali z All Starsami, którzy wprowadzili się do Baru od dziewiątego tygodnia. Każdy z tych uczestników był w programie tydzień i zostawał objęty immunitetem podczas spotkań plus-minus.
- Wyżej wymienieni przyznawali jednak swoje głosy.
- Uczestniczki Beata Bernacka i Eliza Chojnacka odpadły w głosowaniach specjalnych zanim zdążyły wziąć udział w choć jednym spotkaniu plus-minus.
- W jedenastym tygodniu odbyło się nietypowe głosowanie. Gościnnie do studia przyjechali wszyscy wyeliminowani dotychczas uczestnicy, a także All Starsi, którzy przegrali swoje Gorące Krzesła. Aktualni uczestnicy mieli za zadanie wybrać spośród nich jednego uczestnika „zwykłego” i jednego z wyeliminowanych All Starsów, dając im w ten sposób możliwość powrotu do programu. Ostatecznie do Baru na nowo wprowadzili się Arkadiusz Nowakowski i Karol Krukowski.
- Od 9 do 11 tygodnia, uczestnicy podzieleni byli na dwie grupy: jedną stanowili All Starsi, którzy przeszli eliminacje, drugą natomiast „zwykli” uczestnicy, którzy pozostali jeszcze w programie.
- Od 9 do 11 tygodnia co tydzień odbywały się dwa pojedynki na Gorących Krzesłach. W piątki mierzyły się ze sobą dwaj minusowi outsiderzy z poszczególnych grup, w soboty zaś odbywało się głosowanie między uczestnikami wybranymi na Gorące Krzesła przez liderów grup. Liderzy mogli wskazać osobę z dowolnej grupy.
- Uczestnicy Joanna Michalik, Fatima Wojcieszenko oraz Karol Krukowski odpadli w specjalnym głosowaniu, które odbyło się w 14 tygodniu w celu przyspieszenia eliminacji. Tydzień później w ten sam sposób odpadła uczestniczka Magdalena Modra.
- Uczestnicy Ramona Snarska i Piotr Gulczyński odpadli w wyniku specjalnych półfinałowych Gorących Krzeseł, które zorganizowano gry w Barze pozostało już jedynie czworo uczestników.
- Immunitety ze względu na zbyt krótki czas pobytu w programie otrzymały w tej edycji: Joanna Michalik w 8, a Magdalena Modra, Fatima Wojcieszenko i Mirosława Eichler w 11 „cyklu”.

### V edycja –Bar V: V.I.P
Bar V: V.I.P – piąta edycja programu reality-show Bar. Program trwał 14 tygodni – rozpoczął się 11 września, a zakończył 18 grudnia 2004 roku. Uczestnicy podzieleni byli na dwie rywalizujące ze sobą grupy – Żółtych i Czerwonych. Przez pierwszą część programu, do grona uczestników dołączały tak zwane osoby VIP – najczęściej dzieci sławnych rodziców ze świata polskiego show-biznesu. Wejścia VIP-ów odbywały się w soboty, a nowy uczestnik dołączał zawsze do tej drużyny, z której ostatnio ktoś został wyeliminowany. W porównaniu do poprzednich edycji, proces eliminacji uczestników został nieco zmieniony – pojawiły się ćwierć- i półfinały. Główną nagrodą w programie był samochód marki Porsche.
| Miejsce | Imię i nazwisko                        |
| ------- | -------------------------------------- |
| 1.      | Ewelina Ciura                          |
| 2.      | Bartłomiej Latawski                    |
| 3.      | Marta Dziubałka                        |
| 4.      | Kamil Bulonis                          |
| 5.      | Karolina Kuik                          |
| 6.      | Anna Wojciechowska                     |
| 7.      | Monika Wińcza                          |
| 8.      | Agata Mata                             |
| 9.      | Łukasz Starosta                        |
| 10.     | Sebastian Riedel (VIP)                 |
| 11.     | Bartosz Wrona (VIP)                    |
| 12.     | Michał Płonka                          |
| 13.     | Jarosław Mikulski                      |
| 14.     | Agnieszka Rogulska                     |
| 15.     | Jacek Korwin-Mikke (VIP)               |
| 16.     | Maciej Kubica                          |
| 17.     | Witold Osasiuk                         |
| 18.     | Katarzyna Dziewiątkowska-Mleczko (VIP) |
| 19.     | Ireneusz Mleczko (VIP)                 |
| 20.     | Wojciech Cugowski (VIP)                |
| 21.     | Piotr Cugowski (VIP)                   |
| 22.     | Anna Rudzińska                         |
| 23.     | Anna Wencławek                         |
| 24.     | Iwona Węgrowska (VIP)                  |
| 25.     | Róża Małodobra                         |
| 26.     | Bartłomiej Morawski                    |
| 27.     | Agata Torzewska (VIP)                  |
| 28.     | Monika Tomkiel                         |
| 29.     | Żaneta Dylong                          |

### Tabela eliminacyjna
| Ewelina Ciura                    | 1:2            | 0:4            | 0:2            | 0:1            | 1:0            | 0:2            | 1:0            | 1:0            | 1:1            | 0:0            | 1:2            | -              | 0:2        | Wygrana                      |                              |                              |                              |                              |                              |                              |                              |                              |                              |                              |                              |                              |
| Bartłomiej Latawski              | 0:0            | 1:1            | 3:0            | 2:0            | 2:0            | 0:0            | 2:0            | 1:1            | 3:0            | 0:0            | 2:0            | 2:0            | 2:0        | II miejsce                   |                              |                              |                              |                              |                              |                              |                              |                              |                              |                              |                              |                              |
| Marta Dziubałka                  | 1:0            | 1:0            | 0:0            | 0:1            | 1:0            | 1:2            | 1:0            | 3:0            | 0:1            | 2:2            | 2:0            | 0:0            | 1:0        | Eliminacja poza systemem +/- | Eliminacja poza systemem +/- | Eliminacja poza systemem +/- | Eliminacja poza systemem +/- | Eliminacja poza systemem +/- | Eliminacja poza systemem +/- | Eliminacja poza systemem +/- | Eliminacja poza systemem +/- | Eliminacja poza systemem +/- | Eliminacja poza systemem +/- | Eliminacja poza systemem +/- | Eliminacja poza systemem +/- | Eliminacja poza systemem +/- |
| Kamil Bulonis                    | Przed wejściem | Przed wejściem | Przed wejściem | Przed wejściem | Przed wejściem | Przed wejściem | Przed wejściem | Przed wejściem | Przed wejściem | Przed wejściem | 1:0            | 2:1            | 0:0        | Eliminacja poza systemem +/- | Eliminacja poza systemem +/- | Eliminacja poza systemem +/- | Eliminacja poza systemem +/- | Eliminacja poza systemem +/- | Eliminacja poza systemem +/- | Eliminacja poza systemem +/- | Eliminacja poza systemem +/- | Eliminacja poza systemem +/- | Eliminacja poza systemem +/- | Eliminacja poza systemem +/- | Eliminacja poza systemem +/- | Eliminacja poza systemem +/- |
| Anna Wojciechowska               | Przed wejściem | Przed wejściem | Przed wejściem | Przed wejściem | Przed wejściem | Przed wejściem | Przed wejściem | 3:0            | 1:0            | 1:0            | 1:0            | 2:0            | 1:1        | Eliminacja poza systemem +/- | Eliminacja poza systemem +/- | Eliminacja poza systemem +/- | Eliminacja poza systemem +/- | Eliminacja poza systemem +/- | Eliminacja poza systemem +/- | Eliminacja poza systemem +/- | Eliminacja poza systemem +/- | Eliminacja poza systemem +/- | Eliminacja poza systemem +/- | Eliminacja poza systemem +/- | Eliminacja poza systemem +/- | Eliminacja poza systemem +/- |
| Agata Mata                       | Przed wejściem | Przed wejściem | Przed wejściem | Przed wejściem | Przed wejściem | Przed wejściem | Przed wejściem | 2:0            | 1:0            | 1:1            | 1:0            | 0:0            | 1:0        | Eliminacja poza systemem +/- | Eliminacja poza systemem +/- | Eliminacja poza systemem +/- | Eliminacja poza systemem +/- | Eliminacja poza systemem +/- | Eliminacja poza systemem +/- | Eliminacja poza systemem +/- | Eliminacja poza systemem +/- | Eliminacja poza systemem +/- | Eliminacja poza systemem +/- | Eliminacja poza systemem +/- | Eliminacja poza systemem +/- | Eliminacja poza systemem +/- |
| Karolina Kuik                    | Przed wejściem | Przed wejściem | Przed wejściem | Przed wejściem | Przed wejściem | Przed wejściem | Przed wejściem | 0:5            | 1:3            | 2:0            | 0:2            | 2:0            | 1:1        | Eliminacja poza systemem +/- | Eliminacja poza systemem +/- | Eliminacja poza systemem +/- | Eliminacja poza systemem +/- | Eliminacja poza systemem +/- | Eliminacja poza systemem +/- | Eliminacja poza systemem +/- | Eliminacja poza systemem +/- | Eliminacja poza systemem +/- | Eliminacja poza systemem +/- | Eliminacja poza systemem +/- | Eliminacja poza systemem +/- | Eliminacja poza systemem +/- |
| Monika Wińcza                    | Przed wejściem | Przed wejściem | Przed wejściem | Przed wejściem | Przed wejściem | Przed wejściem | Przed wejściem | Przed wejściem | Przed wejściem | Przed wejściem | Przed wejściem | Przed wejściem | 2:1        | Eliminacja poza systemem +/- | Eliminacja poza systemem +/- | Eliminacja poza systemem +/- | Eliminacja poza systemem +/- | Eliminacja poza systemem +/- | Eliminacja poza systemem +/- | Eliminacja poza systemem +/- | Eliminacja poza systemem +/- | Eliminacja poza systemem +/- | Eliminacja poza systemem +/- | Eliminacja poza systemem +/- | Eliminacja poza systemem +/- | Eliminacja poza systemem +/- |
| Łukasz Starosta                  | 1:0            | 3:0            | 1:0            | 1:1            | 1:1            | 1:0            | 1:0            | 0:1            | 1:0            | 2:0            | 1:0            | 0:1            | 0:3        | Eliminacja                   | Eliminacja                   | Eliminacja                   | Eliminacja                   | Eliminacja                   | Eliminacja                   | Eliminacja                   | Eliminacja                   | Eliminacja                   | Eliminacja                   | Eliminacja                   | Eliminacja                   | Eliminacja                   |
| Sebastian Riedel                 | Przed wejściem | Przed wejściem | Przed wejściem | Przed wejściem | Przed wejściem | Przed wejściem | Przed wejściem | 1:0            | 1:0            | 1:1            | 1:0            | 0:6            | Eliminacja | Eliminacja                   | Eliminacja                   | Eliminacja                   | Eliminacja                   | Eliminacja                   | Eliminacja                   | Eliminacja                   | Eliminacja                   | Eliminacja                   | Eliminacja                   | Eliminacja                   | Eliminacja                   |                              |
| Bartosz Wrona                    | Przed wejściem | Przed wejściem | Przed wejściem | Przed wejściem | Przed wejściem | Przed wejściem | Przed wejściem | Przed wejściem | 1:2            | 0:1            | 1:0            | Rezygnacja     | Rezygnacja | Rezygnacja                   | Rezygnacja                   | Rezygnacja                   | Rezygnacja                   | Rezygnacja                   | Rezygnacja                   | Rezygnacja                   | Rezygnacja                   | Rezygnacja                   | Rezygnacja                   | Rezygnacja                   |                              |                              |
| Michał Płonka                    | Przed wejściem | Przed wejściem | Przed wejściem | Przed wejściem | Przed wejściem | Przed wejściem | Przed wejściem | Przed wejściem | Przed wejściem | Przed wejściem | 0:7            | Eliminacja     | Eliminacja | Eliminacja                   | Eliminacja                   | Eliminacja                   | Eliminacja                   | Eliminacja                   | Eliminacja                   | Eliminacja                   | Eliminacja                   | Eliminacja                   | Eliminacja                   | Eliminacja                   |                              |                              |
| Jarosław Mikulski                | 2:2            | 0:1            | 0:1            | 0:3            | 0:3            | 1:2            | 0:2            | 0:3            | 0:1            | 1:5            | Eliminacja     | Eliminacja     | Eliminacja | Eliminacja                   | Eliminacja                   | Eliminacja                   | Eliminacja                   | Eliminacja                   | Eliminacja                   | Eliminacja                   | Eliminacja                   | Eliminacja                   | Eliminacja                   |                              |                              |                              |
| Agnieszka Rogulska               | 0:0            | 2:0            | 1:0            | 3:0            | 1:0            | 3:2            | 2:2            | 0:1            | 0:2            | Eliminacja     | Eliminacja     | Eliminacja     | Eliminacja | Eliminacja                   | Eliminacja                   | Eliminacja                   | Eliminacja                   | Eliminacja                   | Eliminacja                   | Eliminacja                   | Eliminacja                   | Eliminacja                   |                              |                              |                              |                              |
| Jacek Korwin-Mikke               | Przed wejściem | Przed wejściem | Przed wejściem | Przed wejściem | 0:4            | 1:0            | 0:1            | 0:0            | Eliminacja     | Eliminacja     | Eliminacja     | Eliminacja     | Eliminacja | Eliminacja                   | Eliminacja                   | Eliminacja                   | Eliminacja                   | Eliminacja                   | Eliminacja                   | Eliminacja                   | Eliminacja                   |                              |                              |                              |                              |                              |
| Witold Osasiuk                   | 2:0            | 1:1            | 3:1            | 4:0            | Poza programem | Poza programem | Poza programem | Poza programem | Rezygnacja     | Rezygnacja     | Rezygnacja     | Rezygnacja     | Rezygnacja | Rezygnacja                   | Rezygnacja                   | Rezygnacja                   | Rezygnacja                   | Rezygnacja                   | Rezygnacja                   | Rezygnacja                   | Rezygnacja                   |                              |                              |                              |                              |                              |
| Katarzyna Dziewiątkowska-Mleczko | Przed wejściem | Przed wejściem | Przed wejściem | Przed wejściem | Przed wejściem | 1:0            | 0:1            | Rezygnacja     | Rezygnacja     | Rezygnacja     | Rezygnacja     | Rezygnacja     | Rezygnacja | Rezygnacja                   | Rezygnacja                   | Rezygnacja                   | Rezygnacja                   | Rezygnacja                   | Rezygnacja                   | Rezygnacja                   |                              |                              |                              |                              |                              |                              |
| Ireneusz Mleczko                 | Przed wejściem | Przed wejściem | Przed wejściem | Przed wejściem | Przed wejściem | 1:0            | 1:1            | Rezygnacja     | Rezygnacja     | Rezygnacja     | Rezygnacja     | Rezygnacja     | Rezygnacja | Rezygnacja                   | Rezygnacja                   | Rezygnacja                   | Rezygnacja                   | Rezygnacja                   | Rezygnacja                   | Rezygnacja                   |                              |                              |                              |                              |                              |                              |
| Wojciech Cugowski                | PW             | 0:2            | 1:0            | 0:0            | 3:0            | 1:0            | 1:3            | Rezygnacja     | Rezygnacja     | Rezygnacja     | Rezygnacja     | Rezygnacja     | Rezygnacja | Rezygnacja                   | Rezygnacja                   | Rezygnacja                   | Rezygnacja                   | Rezygnacja                   | Rezygnacja                   | Rezygnacja                   |                              |                              |                              |                              |                              |                              |
| Piotr Cugowski                   | PW             | Poza programem | Poza programem | Poza programem | Poza programem | 1:0            | 1:0            | Eliminacja     | Eliminacja     | Eliminacja     | Eliminacja     | Eliminacja     | Eliminacja | Eliminacja                   | Eliminacja                   | Eliminacja                   | Eliminacja                   | Eliminacja                   | Eliminacja                   | Eliminacja                   |                              |                              |                              |                              |                              |                              |
| Anna Rudzińska                   | 0:1            | 0:1            | 0:1            | 0:0            | 0:0            | 1:3            | Eliminacja     | Eliminacja     | Eliminacja     | Eliminacja     | Eliminacja     | Eliminacja     | Eliminacja | Eliminacja                   | Eliminacja                   | Eliminacja                   | Eliminacja                   | Eliminacja                   | Eliminacja                   |                              |                              |                              |                              |                              |                              |                              |
| Anna Wencławek                   | 0:1            | 0:1            | 0:3            | 0:2            | 1:2            | Eliminacja     | Eliminacja     | Eliminacja     | Eliminacja     | Eliminacja     | Eliminacja     | Eliminacja     | Eliminacja | Eliminacja                   | Eliminacja                   | Eliminacja                   | Eliminacja                   | Eliminacja                   |                              |                              |                              |                              |                              |                              |                              |                              |
| Iwona Węgrowska                  | Przed wejściem | Przed wejściem | Przed wejściem | 1:4            | Eliminacja     | Eliminacja     | Eliminacja     | Eliminacja     | Eliminacja     | Eliminacja     | Eliminacja     | Eliminacja     | Eliminacja | Eliminacja                   | Eliminacja                   | Eliminacja                   | Eliminacja                   |                              |                              |                              |                              |                              |                              |                              |                              |                              |
| Róża Małodobra                   | 3:0            | 4:0            | 2:0            | 1:0            | Rezygnacja     | Rezygnacja     | Rezygnacja     | Rezygnacja     | Rezygnacja     | Rezygnacja     | Rezygnacja     | Rezygnacja     | Rezygnacja | Rezygnacja                   | Rezygnacja                   | Rezygnacja                   | Rezygnacja                   |                              |                              |                              |                              |                              |                              |                              |                              |                              |
| Bartłomiej Morawski              | 1:2            | 0:2            | 1:4            | Eliminacja     | Eliminacja     | Eliminacja     | Eliminacja     | Eliminacja     | Eliminacja     | Eliminacja     | Eliminacja     | Eliminacja     | Eliminacja | Eliminacja                   | Eliminacja                   | Eliminacja                   |                              |                              |                              |                              |                              |                              |                              |                              |                              |                              |
| Agata Torzewska                  | PW             | PW             | 1:1            | Rezygnacja     | Rezygnacja     | Rezygnacja     | Rezygnacja     | Rezygnacja     | Rezygnacja     | Rezygnacja     | Rezygnacja     | Rezygnacja     | Rezygnacja | Rezygnacja                   | Rezygnacja                   | Rezygnacja                   |                              |                              |                              |                              |                              |                              |                              |                              |                              |                              |
| Monika Tomkiel                   | 1:2            | 0:0            | Eliminacja     | Eliminacja     | Eliminacja     | Eliminacja     | Eliminacja     | Eliminacja     | Eliminacja     | Eliminacja     | Eliminacja     | Eliminacja     | Eliminacja | Eliminacja                   | Eliminacja                   |                              |                              |                              |                              |                              |                              |                              |                              |                              |                              |                              |
| Żaneta Dylong                    | 1:3            | Eliminacja     | Eliminacja     | Eliminacja     | Eliminacja     | Eliminacja     | Eliminacja     | Eliminacja     | Eliminacja     | Eliminacja     | Eliminacja     | Eliminacja     | Eliminacja | Eliminacja                   |                              |                              |                              |                              |                              |                              |                              |                              |                              |                              |                              |                              |

Legenda
Po lewej stronie dwukropka podano w okienkach liczbę otrzymanych plusów, po prawej, minusów.
     Plusowy lider
     Remis z plusowym liderem (rozstrzygany w oddzielnym głosowaniu widzów bądź przez prowadzącego)
     Największa liczba plusów w grupie ocalonej przez widzów od eliminacji
     Pierwsze Gorące Krzesło (największa liczba minusów)
     Drugie Gorące Krzesło (osoba wskazana przez plusowego lidera)
     Remis z plusowym liderem i jednocześnie bycie wskazanym przez niego na drugie Gorące Krzesło
     Największa liczba minusów w grupie ocalonej przez widzów od eliminacji
Uwagi o tabeli:
- Uczestnik Witold Osasiuk otrzymał od producenta zgodę na wyjazd do domu na czas nieokreślony w związku z problemami rodzinnymi, które wynikły po plotkach o jego bliskich relacjach z inną uczestniczką, Anną Rudzińską. Podczas gdy Witold przebywał w swoim rodzinnym Gdańsku, formalnie cały czas był uczestnikiem programu. Po czterech tygodniach wrócił do Baru, lecz tylko po to, by ogłosić oficjalną rezygnację.
- Uczestnik Piotr Cugowski zaraz po wejściu do programu, wyjechał na trzy tygodnie do Stanów Zjednoczonych. Formalnie przez cały czas był uczestnikiem programu, jednak nie brał udziału w spotkaniach plus-minus.
- Uczestniczka Ewelina Ciura została w dwunastym „cyklu” poddana odrębnej nominacji za złamanie regulaminu.
- Uczestnik Maciej Kubica został wyeliminowany decyzją producenta zanim zdążył wziąć udział w choć jednym spotkaniu plus-minus.
- Uczestniczki: Anna Wojciechowska, Agata Mata, Karolina Kuik oraz Monika Wińcza zostały wyeliminowane w wyniku specjalnego głosowania widzów, mającego przyspieszyć proces eliminacji z uwagi na zbliżający się finał.
- Uczestnicy Marta Dziubałka i Kamil Bulonis zostali wyeliminowani w wyniku specjalnych półfinałowych Gorących Krzeseł, które zorganizowano w momencie, gdy w programie pozostało już tylko czworo graczy.

### VI edycja –Bar VI: Europa
Bar VI: Europa – szósta i zarazem ostatnia edycja programu Bar w Polsce. Program trwał 11 tygodni – rozpoczął się 24 września, a zakończył 10 grudnia 2005 roku. Emitowany był przez stację TV4. Charakterystyczną cechą szóstej edycji, odróżniającą ją od poprzednich był występ ośmiorga uczestników, reprezentujących inny niż Polska kraj europejski. Główną nagrodą w programie było sto tysięcy złotych.
| Miejsce | Imię i nazwisko              | Reprezentowany kraj |
| ------- | ---------------------------- | ------------------- |
| 1.      | Thomas Amos                  | Wielka Brytania     |
| 2.      | Ryszard „Alex” Muzolf        | Polska              |
| 3.      | Tomasz Golonko               | Polska              |
| 4.      | Anna Troszczyńska            | Polska              |
| 5.      | Patrycja Jabłońska vel Druź  | Polska              |
| 6.      | Agnieszka Korcz              | Polska              |
| 6.      | Marcin Wojciechowski         | Polska              |
| 7.      | Anna Trybuszewska            | Polska              |
| 7.      | Grzegorz Popławski           | Polska              |
| 8.      | Farida Sober                 | Polska              |
| 9.      | Dariusz Bubienko             | Polska              |
| 10.     | Marco Bocchino               | Włochy              |
| 11.     | Ludmiła Pitylak              | Ukraina             |
| 12.     | Sebastian Góralczyk          | Polska              |
| 13.     | Robert Tryfon                | Grecja              |
| 14.     | Serguei Jarkov               | Rosja               |
| 15.     | Artur Gerula                 | Polska              |
| 16.     | Katarzyna Szafron            | Polska              |
| 17.     | Luca Ali                     | Włochy              |
| 18.     | Vadim Afanassiev             | Rosja               |
| 19.     | Jurate Alisauskaite-Kasprzyk | Litwa               |
| 20.     | Dorota Frąckiewicz           | Polska              |

### Tabela eliminacyjna
| Thomas Amos                  | 0:3            | -              | 0:6                          | 0:2                          | 0:4                          | 1:2                          | 0:1                          | 1:4                          | 1:2                          | 1:2                          | Wygrana                      |                              |                              |                              |                              |                              |                              |                              |                              |                              |                              |                              |                              |                              |
| Alex Muzolf                  | 2:0            | 2:0            | 1:0                          | 1:0                          | 1:1                          | 2:0                          | 3:0                          | 0:2                          | 3:0                          | 0:0                          | II miejsce                   | II miejsce                   | II miejsce                   | II miejsce                   | II miejsce                   | II miejsce                   | II miejsce                   | II miejsce                   | II miejsce                   | II miejsce                   | II miejsce                   | II miejsce                   | II miejsce                   | II miejsce                   |
| Tomasz Golonka               | 1:0            | 2:0            | 1:0                          | 0:0                          | 2:0                          | 2:0                          | 1:0                          | 4:0                          | 1:1                          | 2:0                          | III miejsce                  | III miejsce                  | III miejsce                  | III miejsce                  | III miejsce                  | III miejsce                  | III miejsce                  | III miejsce                  | III miejsce                  | III miejsce                  | III miejsce                  | III miejsce                  | III miejsce                  | III miejsce                  |
| Anna Troszczyńska            | PW             | PW             | -                            | 1:0                          | 2:3                          | 0:1                          | 0:0                          | 0:0                          | 2:0                          | 1:4                          | IV miejsce                   |                              |                              |                              |                              |                              |                              |                              |                              |                              |                              |                              |                              |                              |
| Patrycja Jabłońska vel Druź  | 0:0            | 1:0            | 3:0                          | 1:1                          | 0:1                          | 0:0                          | 2:0                          | 0:0                          | 0:0                          | 2:0                          | Eliminacja poza systemem +/- | Eliminacja poza systemem +/- | Eliminacja poza systemem +/- | Eliminacja poza systemem +/- | Eliminacja poza systemem +/- | Eliminacja poza systemem +/- | Eliminacja poza systemem +/- | Eliminacja poza systemem +/- | Eliminacja poza systemem +/- | Eliminacja poza systemem +/- | Eliminacja poza systemem +/- | Eliminacja poza systemem +/- | Eliminacja poza systemem +/- | Eliminacja poza systemem +/- |
| Agnieszka Korcz              | Przed wejściem | Przed wejściem | Przed wejściem               | Przed wejściem               | Przed wejściem               | Przed wejściem               | Przed wejściem               | 1:0                          | 1:0                          | 0:1                          | Eliminacja poza systemem +/- | Eliminacja poza systemem +/- | Eliminacja poza systemem +/- | Eliminacja poza systemem +/- | Eliminacja poza systemem +/- | Eliminacja poza systemem +/- | Eliminacja poza systemem +/- | Eliminacja poza systemem +/- | Eliminacja poza systemem +/- | Eliminacja poza systemem +/- | Eliminacja poza systemem +/- | Eliminacja poza systemem +/- | Eliminacja poza systemem +/- | Eliminacja poza systemem +/- |
| Marcin Wojciechowski         | Przed wejściem | Przed wejściem | Przed wejściem               | Przed wejściem               | Przed wejściem               | Przed wejściem               | Przed wejściem               | 0:0                          | 0:1                          | 1:1                          | Eliminacja poza systemem +/- | Eliminacja poza systemem +/- | Eliminacja poza systemem +/- | Eliminacja poza systemem +/- | Eliminacja poza systemem +/- | Eliminacja poza systemem +/- | Eliminacja poza systemem +/- | Eliminacja poza systemem +/- | Eliminacja poza systemem +/- | Eliminacja poza systemem +/- | Eliminacja poza systemem +/- | Eliminacja poza systemem +/- | Eliminacja poza systemem +/- | Eliminacja poza systemem +/- |
| Anna Trybuszewska            | 2:0            | 1:0            | 1:0                          | 2:1                          | 1:0                          | 3:2                          | 2:0                          | 0:1                          | 2:0                          | 1:0                          | Eliminacja poza systemem +/- | Eliminacja poza systemem +/- | Eliminacja poza systemem +/- | Eliminacja poza systemem +/- | Eliminacja poza systemem +/- | Eliminacja poza systemem +/- | Eliminacja poza systemem +/- | Eliminacja poza systemem +/- | Eliminacja poza systemem +/- | Eliminacja poza systemem +/- | Eliminacja poza systemem +/- | Eliminacja poza systemem +/- | Eliminacja poza systemem +/- | Eliminacja poza systemem +/- |
| Grzegorz Popławski           | Przed wejściem | Przed wejściem | Przed wejściem               | Przed wejściem               | Przed wejściem               | Przed wejściem               | Przed wejściem               | 2:0                          | 0:1                          | 2:0                          | Eliminacja poza systemem +/- | Eliminacja poza systemem +/- | Eliminacja poza systemem +/- | Eliminacja poza systemem +/- | Eliminacja poza systemem +/- | Eliminacja poza systemem +/- | Eliminacja poza systemem +/- | Eliminacja poza systemem +/- | Eliminacja poza systemem +/- | Eliminacja poza systemem +/- | Eliminacja poza systemem +/- | Eliminacja poza systemem +/- | Eliminacja poza systemem +/- | Eliminacja poza systemem +/- |
| Farida Sober                 | 1:0            | 3:1            | 1:0                          | 2:0                          | 1:0                          | 0:1                          | 0:3                          | 2:0                          | 1:1                          | 0:2                          | Eliminacja                   | Eliminacja                   | Eliminacja                   | Eliminacja                   | Eliminacja                   | Eliminacja                   | Eliminacja                   | Eliminacja                   | Eliminacja                   | Eliminacja                   | Eliminacja                   | Eliminacja                   | Eliminacja                   | Eliminacja                   |
| Dariusz Bubienko             | Przed wejściem | Przed wejściem | Przed wejściem               | Przed wejściem               | Przed wejściem               | Przed wejściem               | Przed wejściem               | 0:2                          | 0:5                          | Eliminacja                   | Eliminacja                   | Eliminacja                   | Eliminacja                   | Eliminacja                   | Eliminacja                   | Eliminacja                   | Eliminacja                   | Eliminacja                   | Eliminacja                   | Eliminacja                   | Eliminacja                   | Eliminacja                   | Eliminacja                   |                              |
| Marco Bocchino               | 2:0            | 1:0            | 0:1                          | 1:0                          | 2:0                          | 1:1                          | 0:3                          | 2:3                          | Eliminacja                   | Eliminacja                   | Eliminacja                   | Eliminacja                   | Eliminacja                   | Eliminacja                   | Eliminacja                   | Eliminacja                   | Eliminacja                   | Eliminacja                   | Eliminacja                   | Eliminacja                   | Eliminacja                   | Eliminacja                   |                              |                              |
| Ludmiła Pitylak              | 3:1            | 0:3            | 0:2                          | 1:1                          | 1:0                          | 1:1                          | 0:1                          | Eliminacja                   | Eliminacja                   | Eliminacja                   | Eliminacja                   | Eliminacja                   | Eliminacja                   | Eliminacja                   | Eliminacja                   | Eliminacja                   | Eliminacja                   | Eliminacja                   | Eliminacja                   | Eliminacja                   | Eliminacja                   |                              |                              |                              |
| Sebastian Góralczyk          | 1:1            | 1:1            | 0:1                          | 1:0                          | 0:1                          | 0:2                          | Eliminacja                   | Eliminacja                   | Eliminacja                   | Eliminacja                   | Eliminacja                   | Eliminacja                   | Eliminacja                   | Eliminacja                   | Eliminacja                   | Eliminacja                   | Eliminacja                   | Eliminacja                   | Eliminacja                   | Eliminacja                   |                              |                              |                              |                              |
| Robert Tryfon                | 0:0            | 0:0            | 6:0                          | 2:1                          | 1:1                          | Eliminacja                   | Eliminacja                   | Eliminacja                   | Eliminacja                   | Eliminacja                   | Eliminacja                   | Eliminacja                   | Eliminacja                   | Eliminacja                   | Eliminacja                   | Eliminacja                   | Eliminacja                   | Eliminacja                   | Eliminacja                   |                              |                              |                              |                              |                              |
| Serguei Jarkov               | 2:3            | 1:3            | Rez.                         | -                            | Rezygnacja                   | Rezygnacja                   | Rezygnacja                   | Rezygnacja                   | Rezygnacja                   | Rezygnacja                   | Rezygnacja                   | Rezygnacja                   | Rezygnacja                   | Rezygnacja                   | Rezygnacja                   | Rezygnacja                   | Rezygnacja                   | Rezygnacja                   |                              |                              |                              |                              |                              |                              |
| Artur Gerula                 | PW             | PW             | -                            | 1:6                          | Eliminacja                   | Eliminacja                   | Eliminacja                   | Eliminacja                   | Eliminacja                   | Eliminacja                   | Eliminacja                   | Eliminacja                   | Eliminacja                   | Eliminacja                   | Eliminacja                   | Eliminacja                   | Eliminacja                   | Eliminacja                   |                              |                              |                              |                              |                              |                              |
| Katarzyna Szafron            | 0:0            | 1:0            | 0:3                          | Eliminacja                   | Eliminacja                   | Eliminacja                   | Eliminacja                   | Eliminacja                   | Eliminacja                   | Eliminacja                   | Eliminacja                   | Eliminacja                   | Eliminacja                   | Eliminacja                   | Eliminacja                   | Eliminacja                   | Eliminacja                   |                              |                              |                              |                              |                              |                              |                              |
| Luca Ali                     | 1:1            | 1:5            | Eliminacja                   | Eliminacja                   | Eliminacja                   | Eliminacja                   | Eliminacja                   | Eliminacja                   | Eliminacja                   | Eliminacja                   | Eliminacja                   | Eliminacja                   | Eliminacja                   | Eliminacja                   | Eliminacja                   | Eliminacja                   |                              |                              |                              |                              |                              |                              |                              |                              |
| Vadim Afanassiev             | 0:3            | -              | Eliminacja poza systemem +/- | Eliminacja poza systemem +/- | Eliminacja poza systemem +/- | Eliminacja poza systemem +/- | Eliminacja poza systemem +/- | Eliminacja poza systemem +/- | Eliminacja poza systemem +/- | Eliminacja poza systemem +/- | Eliminacja poza systemem +/- | Eliminacja poza systemem +/- | Eliminacja poza systemem +/- | Eliminacja poza systemem +/- | Eliminacja poza systemem +/- | Eliminacja poza systemem +/- |                              |                              |                              |                              |                              |                              |                              |                              |
| Jurate Alisauskaite-Kasprzyk | 0:0            | 0:0            | Rezygnacja                   | Rezygnacja                   | Rezygnacja                   | Rezygnacja                   | Rezygnacja                   | Rezygnacja                   | Rezygnacja                   | Rezygnacja                   | Rezygnacja                   | Rezygnacja                   | Rezygnacja                   | Rezygnacja                   | Rezygnacja                   | Rezygnacja                   |                              |                              |                              |                              |                              |                              |                              |                              |
| Dorota Frąckiewicz           | 1:5            | Eliminacja     | Eliminacja                   | Eliminacja                   | Eliminacja                   | Eliminacja                   | Eliminacja                   | Eliminacja                   | Eliminacja                   | Eliminacja                   | Eliminacja                   | Eliminacja                   | Eliminacja                   | Eliminacja                   | Eliminacja                   |                              |                              |                              |                              |                              |                              |                              |                              |                              |

Legenda
Po lewej stronie dwukropka podano w okienkach liczbę otrzymanych plusów, po prawej zaś minusów.
     Plusowy lider
     Remis z plusowym liderem (rozstrzygany w oddzielnym głosowaniu widzów bądź przez prowadzącego)
     Pierwsze Gorące Krzesło (największa liczba minusów)
     Drugie Gorące Krzesło (osoba wskazana przez plusowego lidera)
     Minusowy remis z osobą, która ostatecznie zajęła pierwsze Gorące Krzesło (rozstrzygany w oddzielnym głosowaniu widzów bądź przez prowadzącego)
     Remis z plusowym liderem przy jednoczesnym byciu wskazanym przez niego na drugie Gorące Krzesło
     Dobrowolna decyzja o zajęciu drugiego miejsca na Gorącym Krześle
Uwagi do tabeli:
- W szóstej edycji wyjątkowo do finału weszło czworo zawodników.
- Uczestnicy Patrycja Jabłońska-Druź, Anna Trybuszewska, Agnieszka Korcz, Marcin Wojciechowski oraz Grzegorz Popławski zostali wyeliminowali w wyniku serii specjalnych przedfinałowych głosowań, mających na celu zmniejszyć liczbę uczestników z uwagi na zbliżający się finał.
- Uczestnicy Vadim Afanassiev oraz Thomas Amos zostali w drugim „cyklu” po brutalnej bójce karnie posadzeni na specjalnych Gorących Krzesłach. Z uwagi na to, nie brali udziału w spotkaniu plus-minus.
- Uczestnik Serguei Jarkov w tydzień po rezygnacji z uczestnictwa w programie poprosił produkcję o możliwość zmiany decyzji i powrotu do Baru. Jednakże tydzień po otrzymaniu na to zgody, ponownie zrezygnował.
- Uczestnik Robert Tryfon zdenerwowany aroganckim wobec swojej osoby zachowaniem Thomasa Amosa, postanowił dobrowolnie usiąść z nim na Gorącym Krześle.
- Uczestniczka Ludmiła Pitylak dwa tygodnie później (7 „cykl”) zdecydowała się dobrowolnie usiąć na Gorącym Krześle – do wyzwania wytypowała Faridę Sober, Thomasa Amosa i Annę Trybuszewską. Decyzję o zajęciu Gorącego Krzesła podjął Thomas.
- Immunitet od głosowania otrzymali w 3 spotkaniu plus-minus Anna Troszczyńska oraz Artur Gerula, a w 4 Serguei Jarkov ze względu na zbyt krótki okres pobytu w programie.